# Ethan Ringler, agent fédéral
Ethan Ringler, agent fédéral est une série de bande dessinée.

## Auteurs
- Scénario : Denis-Pierre Filippi
- Dessins : Gilles Mezzomo
- Couleurs : Nadine Thomas

## Synopsis
Ethan Ringler est un fils de bonne famille anglais ayant renoncé à son héritage. Alors qu'il arrive à la fin du XIXe siècle à New-York, où il est en quête de ses racines indiennes, il est rapidement recruté par les agents fédéraux pour lesquels il infiltre le milieu new-yorkais.

## Albums
1. Tecumska (2004)
2. Les Hommes-brume (2005)
3. Quand viennent les ombres (2007)
4. L'Homme qui est mort deux fois (2008)
5. Terres d'origine (2009)

## Publication
- Dupuis (collection « Repérages ») : tomes 1 à 5 (première édition des tomes 1 à 5)